# Vicente Casanova y Marzol
Vicente Casanova y Marzol, španski rimskokatoliški duhovnik, škof in kardinal, * 10. april 1854, Borja, † 23. oktober 1930.

## Življenjepis
Leta 1881 je prejel duhovniško posvečenje.
19. decembra 1907 je bil imenovan za škofa Almeríe in 25. marca 1908 je prejel škofovsko posvečenje.
7. marca 1921 je postal nadškof Granade.
30. marca 1925 je bil povzdignjen v kardinala in imenovan za kardinal-duhovnika Ss. Vitale, Valeria, Gervasio e Protasio.